# Длуґоволя-Перша
Длуґоволя-Перша (пол. Długowola Pierwsza) — село в Польщі, у гміні Ліпсько Ліпського повіту Мазовецького воєводства.
Населення — 290 осіб (2011).
У 1975-1998 роках село належало до Радомського воєводства.

## Демографія
Демографічна структура станом на 31 березня 2011 року:
|          | Загалом | Допрацездатний вік | Працездатний вік | Постпрацездатний вік |
| -------- | ------- | ------------------ | ---------------- | -------------------- |
| Чоловіки | 158     | 35                 | 104              | 19                   |
| Жінки    | 132     | 18                 | 75               | 39                   |
| Разом    | 290     | 53                 | 179              | 58                   |